# 17508 Takumadan
17508 Takumadan (1992 JH) là một tiểu hành tinh vành đai chính được phát hiện ngày 3 tháng 5 năm 1992 bởi T. Seki ở Geisei.